# Lobet den Herrn, alle Heiden, BWV 230
Lobet den Herrn, alle Heiden, BWV 230, ist eine Motette von Johann Sebastian Bach. Der Text besteht aus den zwei Versen von Psalm 117 in der Übersetzung Luthers, mit dem abschließenden „Halleluja“. Die Motette ist für vierstimmigen Chor und Generalbassbegleitung geschrieben, dies im Gegensatz zu den übrigen Motetten Bachs, die doppelchörig besetzt sind.

## Geschichte
Die Motette wurde erstmals 1821 bei Breitkopf & Härtel als Einzeldruck veröffentlicht. Allerdings ist die Autorschaft Bachs bis heute nicht eindeutig geklärt. Auch lässt sich aus dem Notentext kein bestimmter Entstehungsanlass oder gottesdienstlicher Zweck erschließen. Um die Wende zum 20. Jahrhundert äußerten Philipp Spitta, Hermann Kretzschmar und Bernhard Friedrich Richter vorsichtige Zweifel an Bachs Autorschaft, während Martin Geck 1967 die Echtheit der Motette rundheraus bestritt. Klaus Hofmann vermutet, dass Lobet den Herrn, alle Heiden die Bearbeitung eines ursprünglich lateinischen Textes ist. Diese Technik der Umarbeitung ist von Bach bekannt, zum Beispiel für die Kantate Tilge, Höchster, meine Sünden aus Pergolesis Stabat Mater, und auch in umgekehrter Reihenfolge für die h-Moll-Messe und die vier Lutherischen Messen aus Kantatensätzen.